# أدوبي فوتوشوب إليمنت
أدوبي فوتوشوب إليمنت (بالإنجليزية: Adobe Photoshop Elements)‏؛ هو برنامج من شركة أدوبي لمعالجة الصور. وهي نسخة شعبية لبرنامج المحترفين أدوبي فوتوشوب. له عدة منافسين من بينهم برنامج جنو لمعالجة الصور وبنت دوت نت .وهو متوفر في ماك ومايكروسوفت ويندوز
هذا البرنامج ينتمي إلى سلسة إليمنت كأدوبي بروميير إليمنت. اسمه السابق هو أدوبي فوتوشوب ليميتت إديسن .

## اللغات
أدوبي فوتوشوب إليمنت متوفر بالغات التالية : الفرنسية والأنجليزية واليابانية والألمانية .

## وصلات خارجية
الموقع الرسمي لشركة أدوبي